# Jules Desgoffe

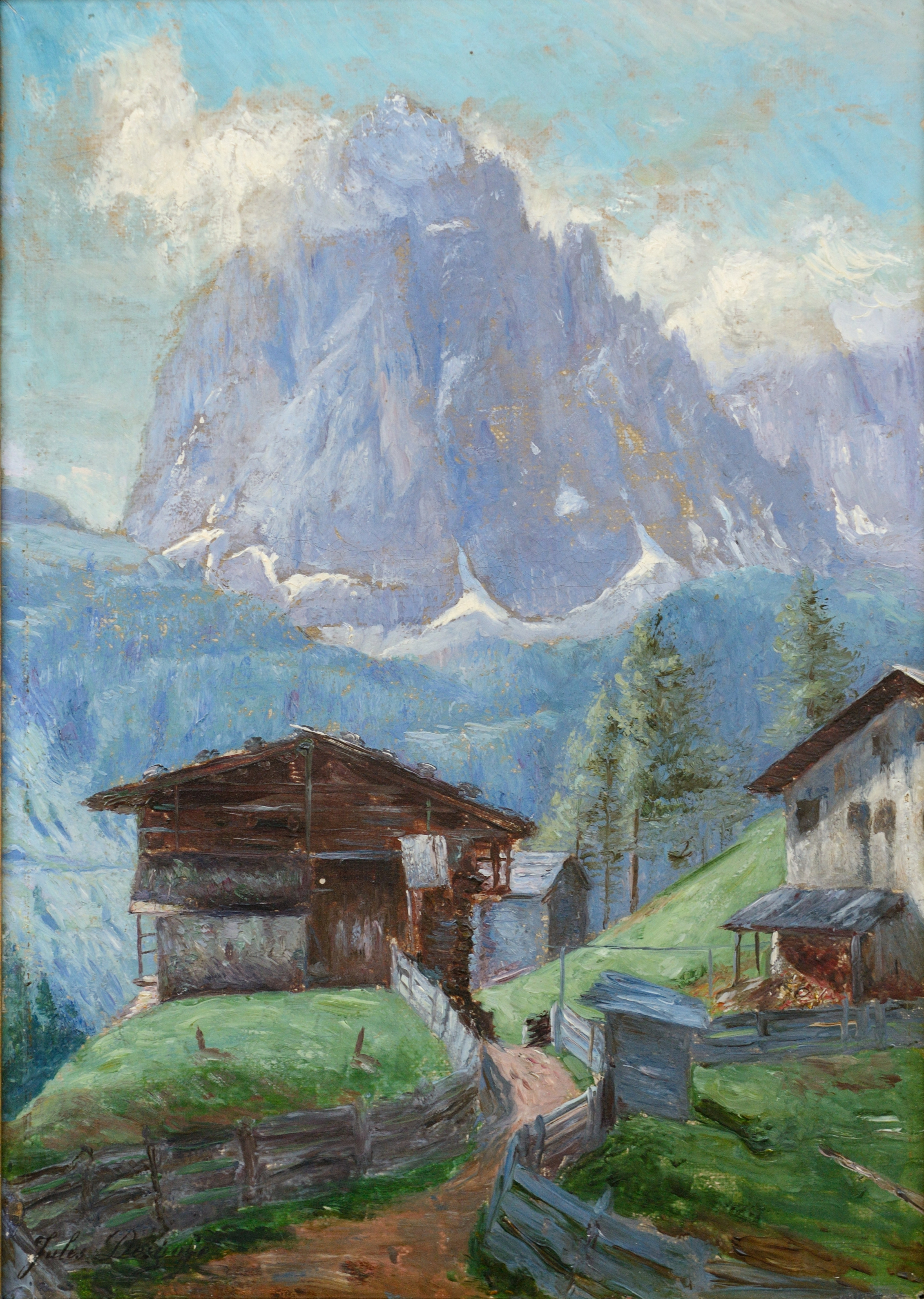
Berglandschaft mit Hof Insom und Langkofel in Gröden

Jules Desgoffe (* 3. März 1864 in Paris; † 1905) war ein französischer Maler. Er war der Sohn des Malers Blaise Desgoffe (1830–1901), der wiederum Neffe des Malers Alexandre Desgoffe (1805–1882), eines Schülers von Ingres, war.
Desgoffe besuchte die Pariser Akademie der Dekorativen Künste. Besonders sein Vater, aber auch William Adolphe Bouguereau und Tony Robert-Fleury waren seine Meister. Er erschien 1886 im Pariser Salon mit Studien aus dem Artilleriemuseum. Er stellte auch in den Salons Jaloux und Le Secret aus. Bekannt sind neben Gemälden von Kostümbildern aus der Zeit Ludwigs XIII. seine Ölbilder mit Bergszenen aus dem Gebirge der Dauphiné, aus Savoyen, der Schweiz und Tirol, die er jedes Jahr in der Société de Peintre de Montagne ausstellte.